# Zonda
Zonda – wiatr fenowy, zachodni, wiejący w południowej części Ameryki Południowej.
Powstaje dzięki przeważającej w tej części kontynentu cyrkulacji zachodniej. Masy powietrza, napływające znad Oceanu Spokojnego, napotykając na wysoko wzniesione pasmo Andów, tracą swoją wilgoć i spływają ze wschodniego skłonu tych gór jako ciepły i suchy wiatr, silnie podnoszący temperaturę powietrza i obniżający wilgotność.